# Mihai Viteazul
Mihai Viteazul (n. 1558, Târgu de Floci, Țara Românească – d. 19 august 1601, Turda, Principatul Transilvaniei) a fost domnul Țării Românești între 1593-1600. Pentru o scurtă perioadă (mai precis în anul 1600), a fost conducător de facto al celor trei state medievale care formează România de astăzi: Țara Românească, Transilvania și Moldova. Înainte de a ajunge pe tron, ca boier, a deținut dregătoriile de bănișor de Strehaia, stolnic domnesc și ban al Craiovei.
Figura lui Mihai Viteazul a ajuns în panteonul național românesc după ce a fost recuperată de istoriografia românească a secolului al XIX-lea, un rol important jucându-l opul Românii supt Mihai-Voievod Viteazul al lui Nicolae Bălcescu. Astfel voievodul a ajuns un precursor important al unificării românilor, care avea să se realizeze în secolul al XX-lea.

## Originea și primii ani ai vieții

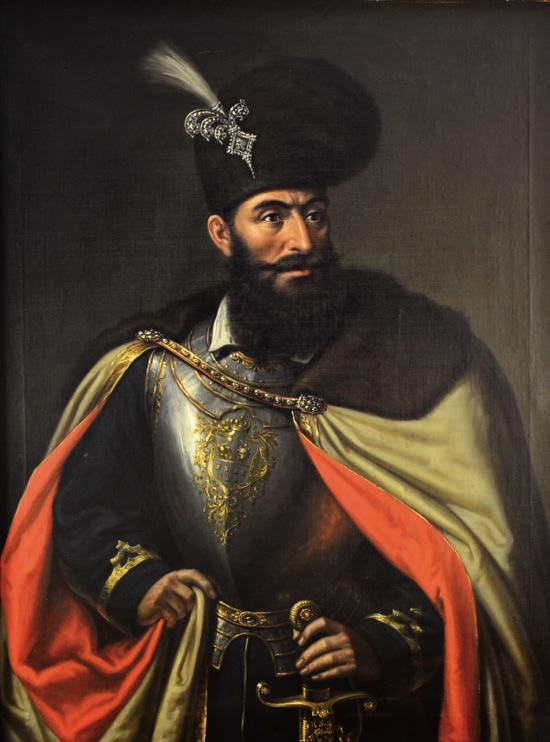
Mihai Viteazu
(portret de Mișu Popp)

În anul 1601, în timpul unei șederi la Praga, a fost portretizat de pictorul Egidius Sadeler, care a menționat pe marginea portretului aetatis XLIII, adică "în al 43-lea an al vieții", ceea ce indică drept an al nașterii lui Mihai anul 1558.
Domnul Pătrașcu cel Bun, considerat multă vreme ca fiind tatăl nelegitim al lui Mihai, a murit în 1557. Împrejurarea ca Pătrașcu să fi avut relații extraconjugale în anul morții sale apare ca foarte improbabilă, având în vedere faptul că a murit în urma unei lungi boli, pentru tratarea căreia a cerut medici de la Sibiu. Ipoteza ca Mihai să fi fost fiul postum al lui Pătrașcu a fost exclusă și de Petre Panaitescu, cu argumente onomastice, genealogice, precum și pe baza cronicilor de epocă.
Mama lui Mihai, Teodora sau Tudora, a fost, după unele surse, de neam grecesc (din vechea familie bizantină a Cantacuzinilor). După alte surse, era vânzătoare de rachiu, originară din Târgul de Floci, iar tatăl lui Mihai era grec. Cronica lui Radu Popescu menționează că „Acest Mihai Vodă, după ce au luat domnia, s-a numit că este fecior lui Pătrașcu Vodă, iar cu adevărat nu se știe, că nici un istoric de-ai noștri sau striin nu adeverează cine iaste și cum au luat domnia, fără cât din auz unul din altul așa dovedim, că mumă-sa au fost de la Oraș dela Floci, care fiind văduvă și frumoasă și nemerind un gelep (negustor), om mare și bogat den Poarta împărătească și în casa ei zăbovindu-se câtăva vreme...”
Alte documente, aflate în custodia Academiei Române, precum și specificațiile din Condica episcopiei Râmnicului, atesta că Mihai Viteazul s-ar fi născut la Drăgoești, localitate aflată pe partea stângă a Oltului, județul Vâlcea. Aceleași surse mai specifică faptul că la Proieni, pe Valea Oltului, într-o veche biserică ortodoxă, s-ar fi cununat cu Doamna Stanca.
Mama sa, Teodora Cantacuzino, a fost soră cu Iane Cantacuzino, înalt dregător la Constantinopol și apoi ban al Craiovei, din familia Cantacuzino.

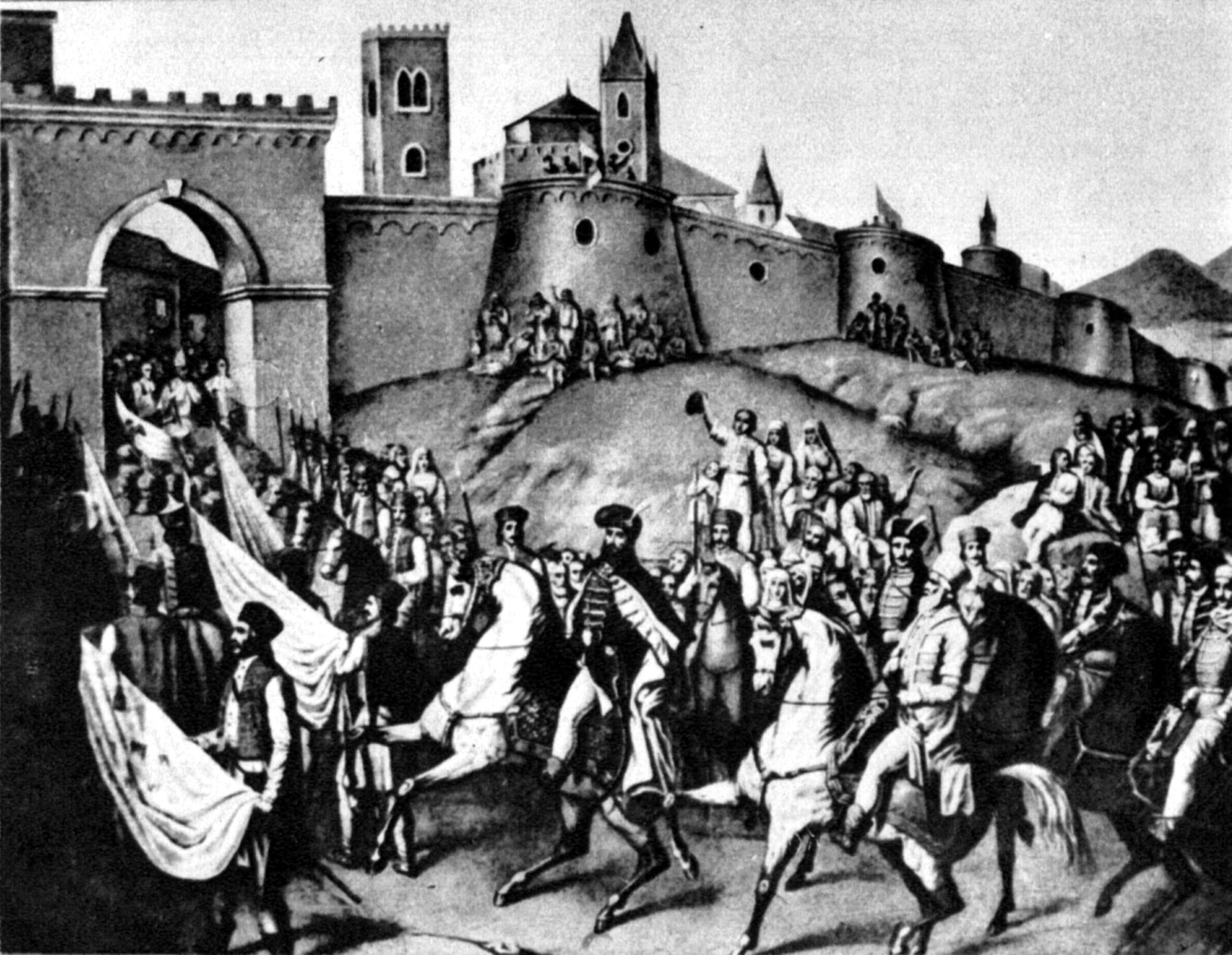
Intrarea lui Mihai Viteazul în Alba Iulia - Constantin Lecca

Armeanul Petre Grigorovici din Lemberg, unul din diplomații lui Mihai, a întocmit, probabil pentru informarea cercurilor austriece, o cronică a vieții domnitorului, document care s-a pierdut în forma originală, dar care s-a păstrat în compilația lui Stephanus Zamosius.

## Ascensiunea politică
La sfârșitul anului 1588 devine stolnic al curții lui Mihnea Turcitul, iar în 1593 ban al Craiovei în timpul domniei lui Alexandru cel Rău.
În septembrie 1593, după ce a plătit la Poarta Otomană, după obiceiul timpului, o sumă mare de bani (400.000 de florini) și având și sprijinul patriarhului Constantinopolului, Mihai a devenit domn al Țării Românești la 2 septembrie/S.N. 12 septembrie 1593, înscăunarea sa având loc la București pe 15 octombrie/S.N. 25 octombrie, în același an.
Aderă la „Liga Sfântă” creștină, constituită din inițiativa Papei Clement al VIII-lea, din care inițial făceau parte Sfântul Imperiu Romano-German, Statul Papal, Spania, Austria, Ferrara, Mantova și Toscana (Anglia și Polonia au manifestat rezerve față de politica de cruciadă a papalității). Ulterior aderă și Transilvania, considerată factor decisiv în atragerea în alianță a celorlalte două state românești, Moldova și Țara Românească. Aron Vodă, domnul Moldovei, semnează un tratat cu împăratul habsburgic la 16 septembrie 1594, oferind astfel un motiv în plus lui Mihai Viteazul să decidă, cu acordul boierilor, intrarea în alianța antiotomană.

## Campania antiotomană

### Luptele împotriva Imperiului Otoman

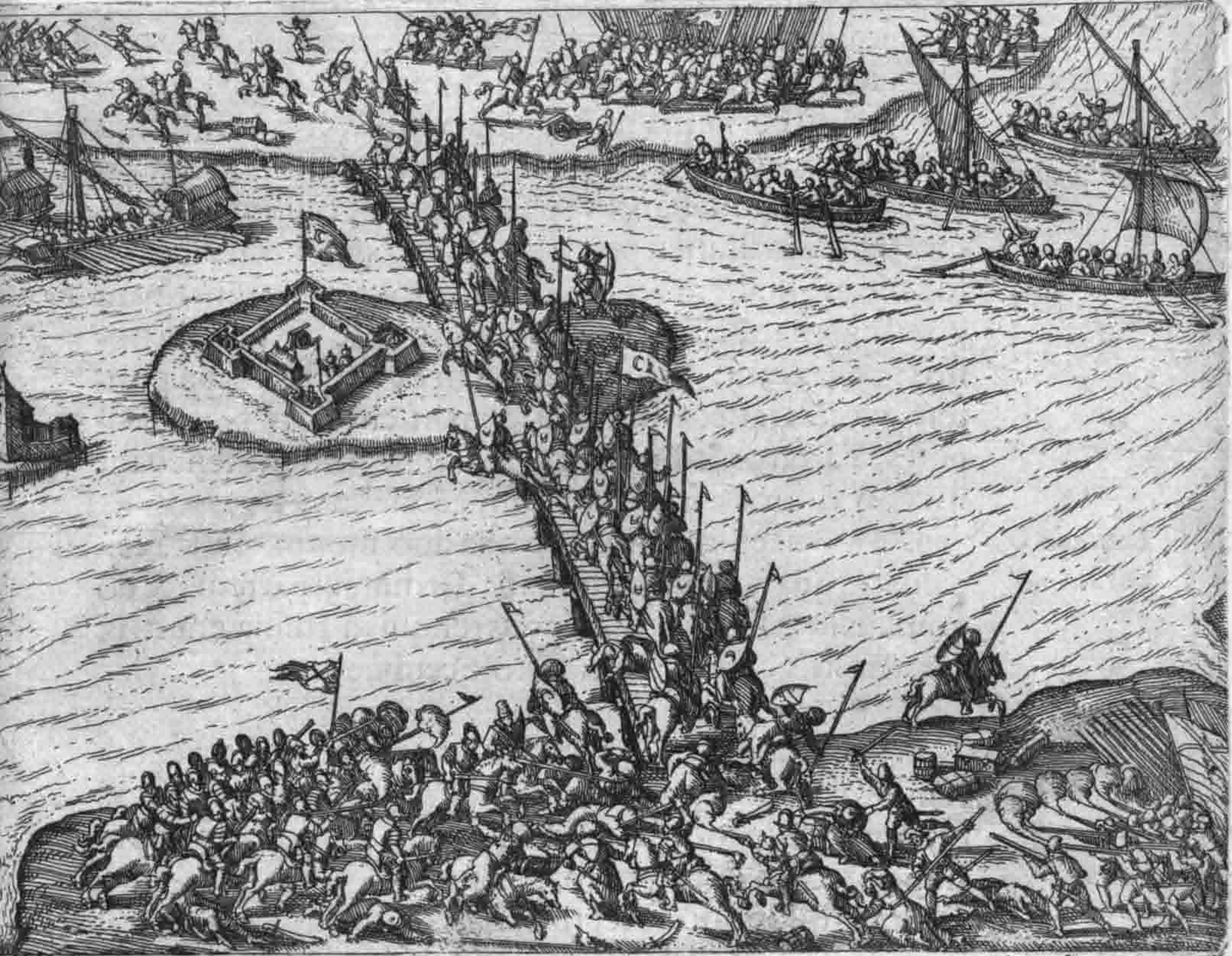
Giurgiu 1595

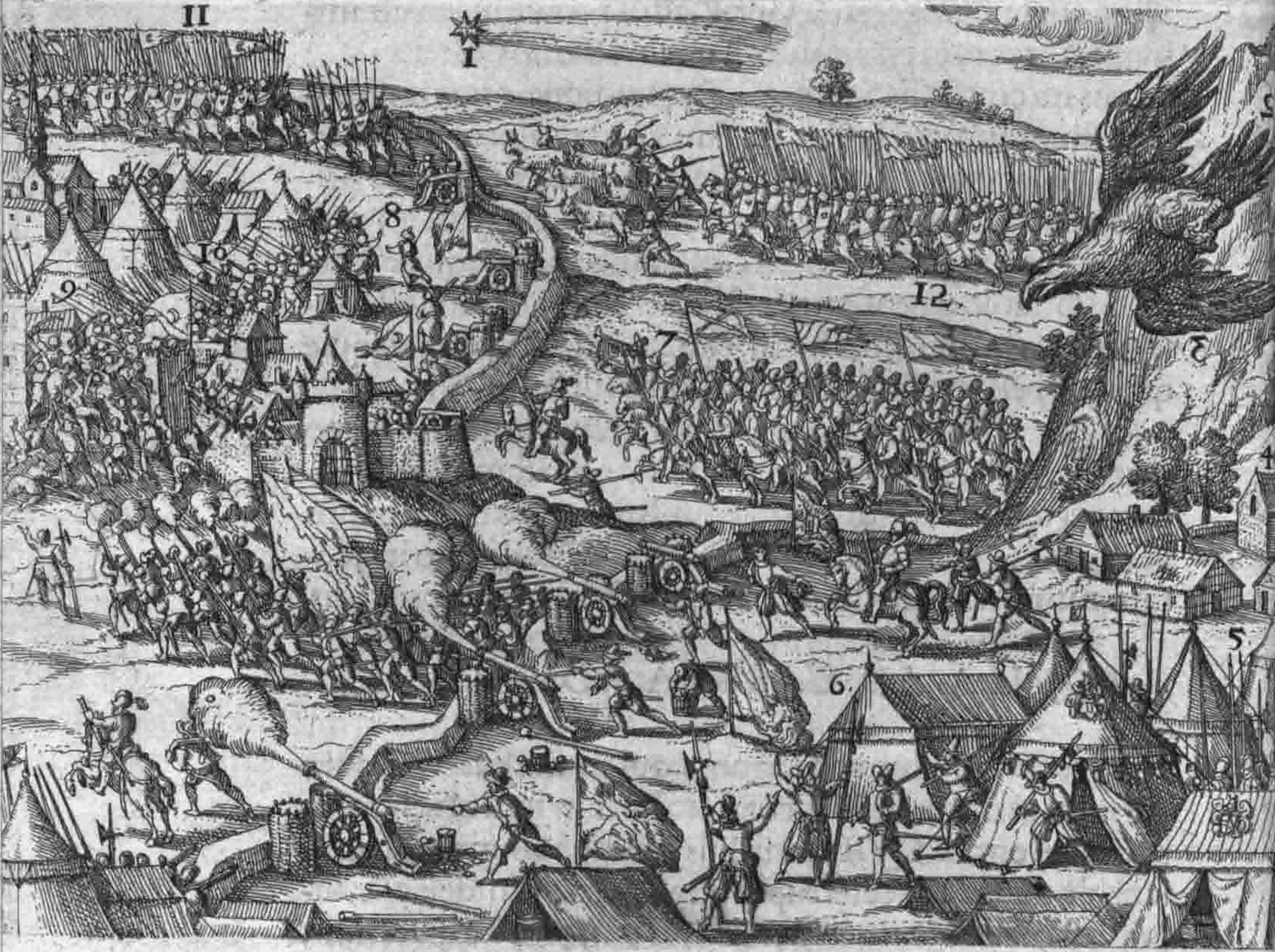
Târgoviște 1595

Aderarea Țării Românești la „Liga Sfântă” a condus la izbucnirea (13 noiembrie 1594) unei revolte antiotomane soldată cu suprimarea creditorilor levantini și a întregii garnizoane otomane staționată în București.
Pe acest fundal cunoscut și ca Războiul cel Lung, Mihai pornește o ofensivă generală împotriva Înaltei Porți, atacând cetățile turcești de pe ambele părți ale Dunării (Giurgiu, Turnu, Hârșova, Silistra ș.a.). Urmează o serie de victorii împotriva tătarilor și turcilor (la Putineiu și pe locul numit „Padina Șerpătești” de lângă satul Stănești) culminată cu incendierea Rusciucului.
După modelul victorios al lui Mihai, Aron Vodă pornește o campanie similară, în care cazacii lui Aron Vodă, uniți cu ardelenii, respingeau la vadul de la Isaccea pe Domnul adus de Turci, pentru a fi așezat în Scaunul Moldovei (Ștefan Surdul, fost Domn al Moldovei).

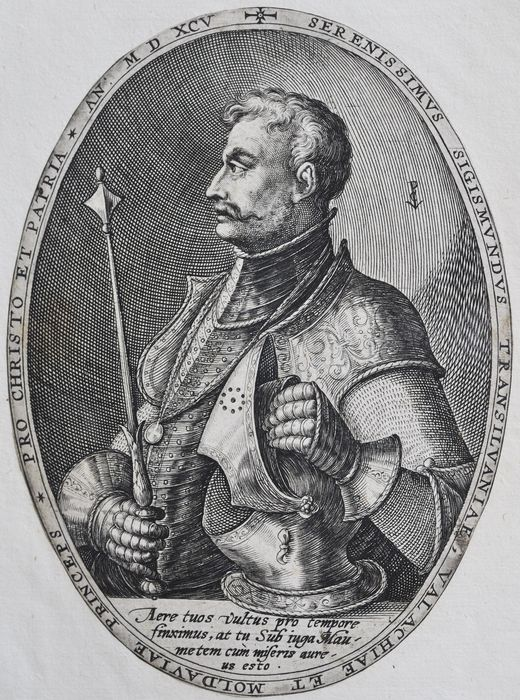
Sigismund Báthory folosind titlul de Principe al Transilvaniei, Valahiei și Moldovei într-o gravură din 1595.

Datorită recunoașterii ca suzeran a lui Sigismund Bathory de către Aron Vodă și succesorul său, Răzvan Ștefan, Mihai trimite o delegație de boieri la Alba Iulia pentru a reglementa diplomatic relațiile munteano-transilvănene. Delegația, compusă din 13 persoane, condusă de mitropolitul Eftimie și din care mai făceau parte episcopii Luca al Buzăului și Teofil al Râmnicului, marele vornic Mitrea, vornicul Hristea, logofeții Dimitrie, Preda și Borcea, vistiernicul Dan, postelnicul Teodor, clucerul Stamate, Radu Buzescu și Vintilă, a negociat aderarea la această alianță și a semnat la Alba Iulia la 20 mai 1595 un tratat cu Bathory prin care Mihai devenea vasal al lui Sigismund. Ei și-au depășit atribuțiile inițiale, probabil din dorința de a îngrădi puterea domnului sporind-o simultan pe a lor. Cu toate acestea, Mihai a acceptat tratatul, deoarece Transilvania era singurul stat vecin ce îi putea asigura spatele în lupta împotriva turcilor.
Același tratat cu Sigismund Bathory, din 1595, prevedea ca toate bisericile românești din Ardeal să fie așezate sub jurisdicția Mitropoliei de la Târgoviște. Această  prevedere implică și o evidentă tendință anticalvină, fiindcă în luna iunie a aceluiași an au fost supuse bisericile din Țara Făgărașului, autorității Mitropoliei ortodoxe de la Alba Iulia, unde a rezidat mitropolitul ortodox, hirotonisit în Țara Românească.
În încercarea de a opri înaintarea turcilor conduși de Sinan Pașa, un albanez, înlocuitorul marelui vizir Ferhad, spre București, Mihai Viteazul, la comanda unei armate de circa 16.000 de ostași, din care 6.000 erau secui conduși de Albert Király, i-a atacat pe otomani la Călugăreni în 13/23 august 1595. Bătălia, evocată în poemul „Pașa Hassan” al poetului George Coșbuc, s-a soldat cu pierderea de către turci a unui steag, a mai multor tunuri și a circa 7000 de combatanți, insuficient însă pentru a-l opri din marșul spre București. Mihai s-a retras temporar în munți, așteptând sprijinul lui Sigismund Báthory, în timp ce turcii, în frunte cu Sinan Pașa, s-au instalat la mănăstirea Radu Vodă, iar Sinan a început să numească funcționari otomani pentru administrarea noului pașalâc, și a ridicat o întăritură improvizată - „palanca” lui Sinan, o cetate ale cărei ruine se văd pe înălțimea de la mănăstirea Radu-Vodă. Turcii încep organizarea pașalâcului la București și Târgoviște, introducând garnizoane și transformând bisericile în moschei (Mihai Bărbulescu ș.a., op. cit., p. 190).
Primind în munți sprijin din Moldova și, mai ales din Transilvania, Mihai Viteazul a luat comanda unei armate puternice și numeroase, care i-a îndepărtat pe otomani din Târgoviște (5–8 octombrie 1595) și apoi București (12 octombrie 1595), după care le-a provocat pierderi grele în retragerea lor disperată peste Dunăre la Giurgiu (15–20 octombrie 1595). Astfel, campania otomană, sub conducerea lui Sinan Pașa, pornită cu intenția de a transforma principatele în pașalâcuri, s-a sfârșit cu un răsunător eșec, cu ecouri în Apusul Europei.
Între timp, Ștefan Răzvan este înlocuit de pe tronul Moldovei cu Ieremia Movilă, domn fidel polonezilor.
În 1594 și în anii următori Mihai Viteazul a condus o campanie militară în sudul Dunării, cucerind cetățile Isaccea, Măcin, Cernavodă, Razgrad, Babadag, Târgul de Floci, Silistra și chiar Rusciuc, Șiștova, Nicopole și Vidin. Campania de hărțuire a turcilor a determinat retragerea otomană în cetățile de pe linia Dunării, situație în care valahii au atacat cetățile Giurgiu și Turnu reușind să elibereze așezările civile și să asedieze fortărețele. La 11 decembrie 1594 solii lui Mihai din Weissenburg anunțau că „oastea noastră a cucerit castelul Brăila și Turnu (Turnus) fără pagubă[…]”. În ianuarie 1595 tot malul stâng al fluviului se afla sub controlul românesc. Potrivit istoricului Nicolae Iorga, călăreții lui Mihai Viteazul ajunseseră până la Adrianopole în est și Plevna în vest. Această acțiune a fost coroborată cu atacurile voievodului moldovean Aron Tiranul împotriva turcilor din cetățile Tighina, Chilia și Cetatea Albă, prin incursiuni efectuate în nordul Dobrogei și prin devastarea orașului Ismail.

Drapelul Țării Românești în vremea lui Mihai. Reconstrucție alb-negru de Dan Cernovodeanu după stemă, colorată ulterior.

### Negocierile de pace cu Înalta Poartă
Pierderile suferite în urma campaniilor antiotomane, precum și dezastrele provocate de ostașii sultanului, au adus Țara Românească la o stare critică din punct de vedere financiar. Cu vistieria golită, Mihai se vede silit să aplice o soluție pe cât de nepopulară, pe atât de vitală supraviețuirii statale: "așezământul" sau "legarea țăranilor de glie" prin care rumânii (țăranii fără pământ din Valahia) erau siliți să rămână pe moșia pe care se aflau în acel moment.
După câteva confruntări pe linia Dunării, dar mai ales după înfrângerea suferită de Sigismund Báthory în Bătălia de la Keresztes (26 octombrie 1596), Mihai a făcut în decembrie 1597 pace cu Imperiul Otoman. În schimbul acceptării suzeranității otomane și a plății tributului, Înalta Poartă a recunoscut domnia voievodului pe întreaga durată a vieții sale și i-a trimis steag de domnie.
În paralel, la 9 iunie 1598, Mihai a încheiat la Mănăstirea Dealu un tratat cu împăratul Rudolf al II-lea, care s-a obligat să-i asigure subsidii pentru întreținerea armatei și i-a recunoscut caracterul ereditar al domniei în schimbul recunoașterii suzeranității împăratului.
Prin dubla suzeranitate (otomană și habsburgică), Mihai a căutat să se emancipeze de consecințele tratatului de la Alba Iulia, din 20 mai 1595, prin care recunoscuse suzeranitatea principelui Transilvaniei, Sigismund Báthory.

## Unirea de la 1600
Conturarea mitului Mihai Viteazul ilustrează mai bine ca oricare alt model istoric mutațiile petrecute în conștiința românească. Domnitorul care a reușit să stăpânească pentru scurt timp, la 1599-1600, cele trei țări reunite, trei veacuri mai târziu, în România modernă, începe a fi receptat ca unificator abia spre mijlocul secolului al XIX-lea. O asemenea interpretare lipsește cu desăvârșire în istoriografia cronicărească a veacului al XVII-lea și chiar mai târziu, spre 1800, la Școala Ardeleană.
Realitatea istorică este mult mai nuanțată decât cea cunoscută de publicul larg. Pe scurt, Mihai Viteazul ar putea fi caracterizat în felul următor (a se reține că nu a purtat titlul de „Domn” decât în Țara Românească):
- Între 1593-1599 este Domn al Țării Românești;
- Între octombrie 1599 și iunie 1600 a fost Stăpânitor al Țării Românești și al Ardealului;
- În perioada iunie 1600 - septembrie 1600 a fost Stăpânitor al Țării Românești, al Ardealului și Moldovei, adunate împreună sub "unirea personală" a lui Mihai; în cazul Moldovei îl înscăunează de fapt pe fiul său;
- Între septembrie 1600 - noiembrie 1600 a fost Domn al Țării Românești;
- Între februarie 1601- august 1601 a fost comandant militar în slujba Imperiului Habsburgic.

Deși istoria asociată cu Mihai Viteazul este cunoscută publicului larg drept „Unire”, termenul este dus prea departe. În realitate, toate cele trei țări își păstrează instituțiile de conducere de dinainte - Dieta (Transilvania) și sfaturile boierești în țările extracarpatice - își păstrează legile, cutumele și procedurile fiecăreia în vigoare. Mihai nu unifică nici armatele celor trei Principate Române.

### Transilvania

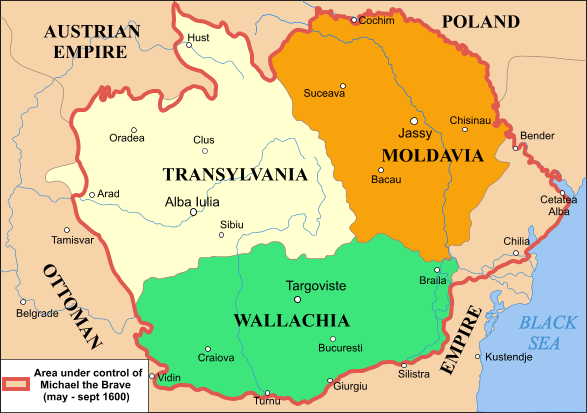
Teritoriile aflate la 1600 sub domnia lui Mihai Viteazul

Domnia lui Ieremia Movilă, devotat politicii poloneze (acesta încheiase un tratat de vasalitate cu Polonia), însemnase practic îndepărtarea Moldovei de Sfânta Alianță. În Transilvania, Sigismund renunța la tron în favoarea vărului său, cardinalul Andrei Báthory (un aderent la politica cancelarului polon Jan Zamoyski).
Ieremia Movilă și cancelarul Zamoyski intenționau să așeze în scaunul Țării Românești pe Simion Movilă, fratele domnului Moldovei, ceea ce amenința existența Alianței. În aceste circumstanțe, în iulie 1599 Mihai Viteazul a trimis o solie la Praga pentru a cere încuviințarea împăratului Rudolf al II-lea pentru intervenția în Transilvania, cu intenția de a sparge cercul de adversități ce-l împresura. Primind un răspuns favorabil, la sfârșitul aceluiași an, intră în Transilvania prin pasul Buzău cu o armată formată din români și mercenari de diferite etnii: unguri și secui din Ardeal, polonezi, sârbi etc. După victoria asupra lui Andrei Báthory (Bătălia de la Șelimbăr, 18/28 octombrie 1599) își face intrarea triumfătoare la Alba Iulia pe 1 noiembrie 1599 primind cheile fortăreței de la episcopul Demetrius Napragy. Andrei Báthory a fost ucis la scurt timp după bătălia de la Șelimbăr, având vârsta de 28 de ani. Mihai a primit cu durere vestea morții lui Báthory, el puse să se îngroape după cuviință capul lui Andrei, în mausoleul pe care acesta însuși îl pregătise în Alba Iulia, și urmă chiar sicriul, ținând în mână lumânarea, după obiceiul românesc.
După biruința de la Șelimbăr, Mihai a înființat (sau reînființat, între specialiști se poartă încă discuții) mitropolia ortodoxă de la Alba Iulia , un prim pas spre recunoașterea oficială a confesiunii ortodoxe.
Chiar dacă a fost recunoscut de Dietă doar ca guvernator imperial, Mihai a fost conducătorul de facto al Transilvaniei, Dieta recunoscându-i titlul de locum tenens al Transilvaniei, așa cum se specifică în diplomele latine. În actele slavone însă, el se intitulează domn al Țării Românești și Ardealului. (Mihai Bărbulescu ș.a., 2002, p. 190). Mihai nu a modificat sistemul constituțional al Transilvaniei: nu a intervenit în reprezentarea națiunilor politice, nobilimea maghiară, sașii și secuii. A intervenit însă, potrivit organizării constituționale, în alcătuirea Consiliului principatului transilvănean, unde a introdus doi din boierii săi români, așezând în cetăți pârcălabi proprii, dar păstrând vechii funcționari. Dieta Transilvaniei a fost profund nemulțumită de acordarea unor donații de domenii (sate) făcute boierilor munteni, în detrimentul nobilimii maghiare. Protestele Dietei și rapoartele nunțiului papal Malaspina dovedesc tendința lui Mihai de a structura o proprie bază socială română stăpânirii sale. Mihai a avut raporturi bune cu secuii, cărora le-a confirmat vechile drepturi și privilegii (ce fuseseră răpite de principii Báthory), de asemenea cu sașii, cărora le-a satisfăcut cererile , manifestând toleranță față de luteranism. Mihai a luat măsuri în Transilvania în favoarea iobagilor români și a preoților români. În beneficiul preoților, Mihai a obținut scutirea lor de robotă.
Nunțiul Malaspina sus-amintit recomanda împăratului habsburgic , în rapoartele sale, respectarea legilor, instituțiilor și obiceiurilor provinciei. Acesta sugera ca principatul transilvănean să nu fie administrat după obiceiurile valahe - valachico more - ci numai după obiceiurile respectate până atunci de principii ardeleni.

### Moldova

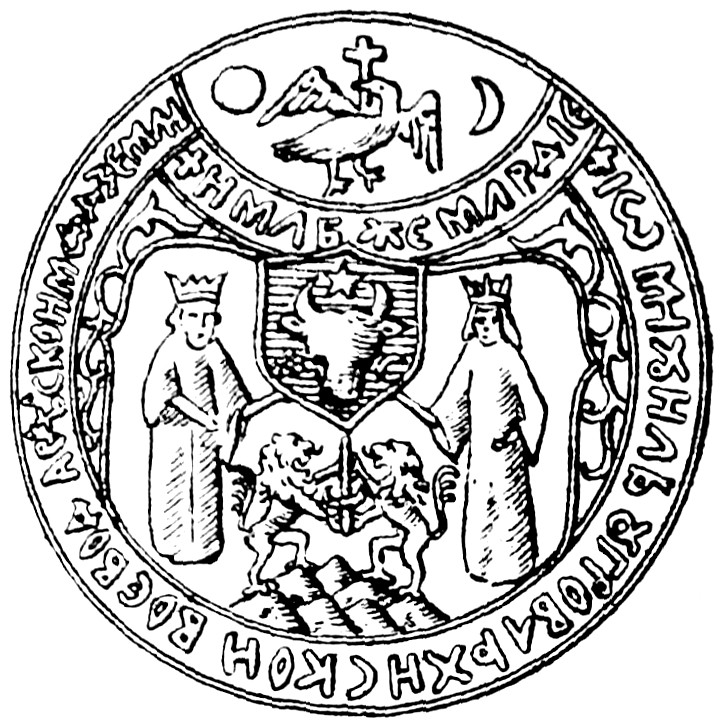
Sigiliul cu stema lui Mihai Viteazul din 1600.

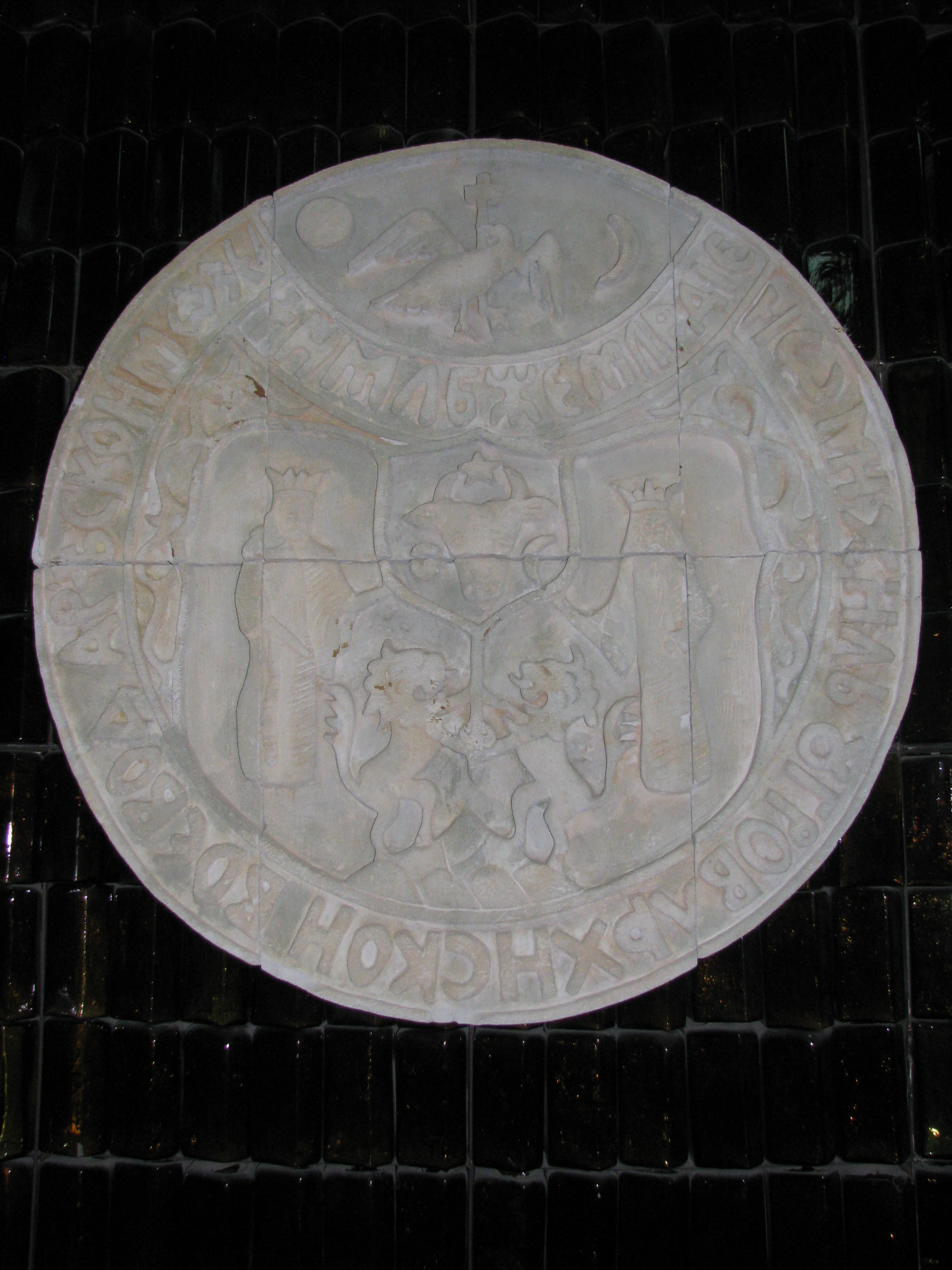
Sigiliul lui Mihai Viteazul din 1600, fotografie a exponatului de la Muzeul Național al Unirii.

În primăvara anului 1600, Mihai și-a dat seama de pericolul pe care îl reprezenta influența în Moldova a Regatului Poloniei, care refuzase să facă parte din „Liga Sfântă” și era un aliat tacit al Imperiului Otoman. Polonezii, a căror politică externă era practic sub controlul marelui hatman Jan Zamoyski, nu numai că îl înscăunaseră în 1595 pe protejatul lor, Ieremia Movilă, ca Domn al Moldovei (scoțând astfel această țară din Liga Sfântă) și îl susținuseră pe Andrei Báthory în Transilvania, dar unelteau să îl detroneze pe Mihai și să-l pună în locul lui, în Țara Românească, pe Simion Movilă (fratele lui Ieremia). Ceea ce a determinat însă decisiv hotărârea lui Mihai de a declanșa o campanie preventivă în Moldova, au fost pregătirile făcute către Sigismund Báthory, aflat de la începutul anului 1600 la Suceava, pentru recucerirea Transilvaniei, cu sprijinul lui Jan Zamoyski și al lui Ieremia Movilă.
Expediția a început la 14/24 aprilie 1600, când Mihai Viteazul pleacă din Alba Iulia, lăsând în locul său pe banul Mihalcea, acesta și Farkas Korniș fiind delegați să trateze cu comisarii imperiali. El se îndreaptă spre Miercurea Sibiului, după care trece pe lângă Făgăraș (17/27-20/30 aprilie), Codlea (21 aprilie/1 mai), Brașov (22 aprilie/2 mai) și ajunge la Prejmer (23 aprilie/3 mai).
La 1 mai 1600 Mihai își așeză tabăra la Prejmer. Acolo făcu cunoscut ostașilor săi că vor trece Carpații pentru a-l alunga pe Ieremia Movilă de pe tronul Moldovei. La 6 mai Mihai în fruntea oastei sale trece munții, dar nu pe drumul obișnuit, unde știa că îl așteaptă dușmanul, ci urcându-se pe munții cei mai grei. În acea vreme armata sa a avut mult de suferit, mai cu seamă din lipsa proviziilor care nu se găseau nici acolo și nici în părțile Moldovei, care au fost pustiite de Ieremia Movilă. Caii nu au avut pășune iar ostașii au fost siliți să mănânce foi din copaci.
La 26 aprilie/6 mai 1600, trupele lui Mihai Viteazul pătrund în Moldova prin trei sau chiar patru puncte: pe la Focșani (cu Nicolae Pătrașcu), prin pasul Oituz - valea Trotușului, coloana centrală (avangarda acesteia ajunsese la Trotuș încă de vineri 25 aprilie/ 5 mai), care se îndreaptă spre Bacău, urmată după 28 aprilie/8 mai de Mihai Viteazul, prin pasul Rodna-Cucureasa, urmând drumul spre Suceava, și, posibil, pe valea Ceremușului spre nord. Toate coloanele susțin lupte cu forțele moldo-polone care se retrăgeau spre nord.
Mihai îl învinge pe Ieremia Movilă la Bacău, și realizează astfel, prima unire a țărilor române. Ieremia Movilă a fugit, găsind refugiu, împreună cu familia sa la Hotin. La 1 iunie 1600, Mihai se afla la Iași și boierii moldoveni au fost puși să jure în numele cârmuitorului celui nou. Lăsând pentru stăpânirea Moldovei un Sfat de boieri, alcătuit din hatmanul Udrea,  vistierul Andronic Cantacuzino, armașul Sava și spătarul Negre, el se întoarse în Transilvania (N. Iorga, 1992, op. cit. ref.9).
Mihai a cucerit Moldova, invocând ca motiv alianța lui Ieremia Movilă cu turcii și tătarii. El a cerut împăratului recunoașterea stăpânirii sale in  perpetuum asupra Ardealului, Moldovei și Țării Românești.
Titulatura folosită de voievod (într-un document din 6 iulie 1600) era: „Domn al Țării Românești și Ardealului și a toată țara Moldovei”. La recomandarea marii boierimi, Mihai a numit un domn în Moldova, subordonat sieși

## Sfârșitul domniei

### Destrămarea Unirii

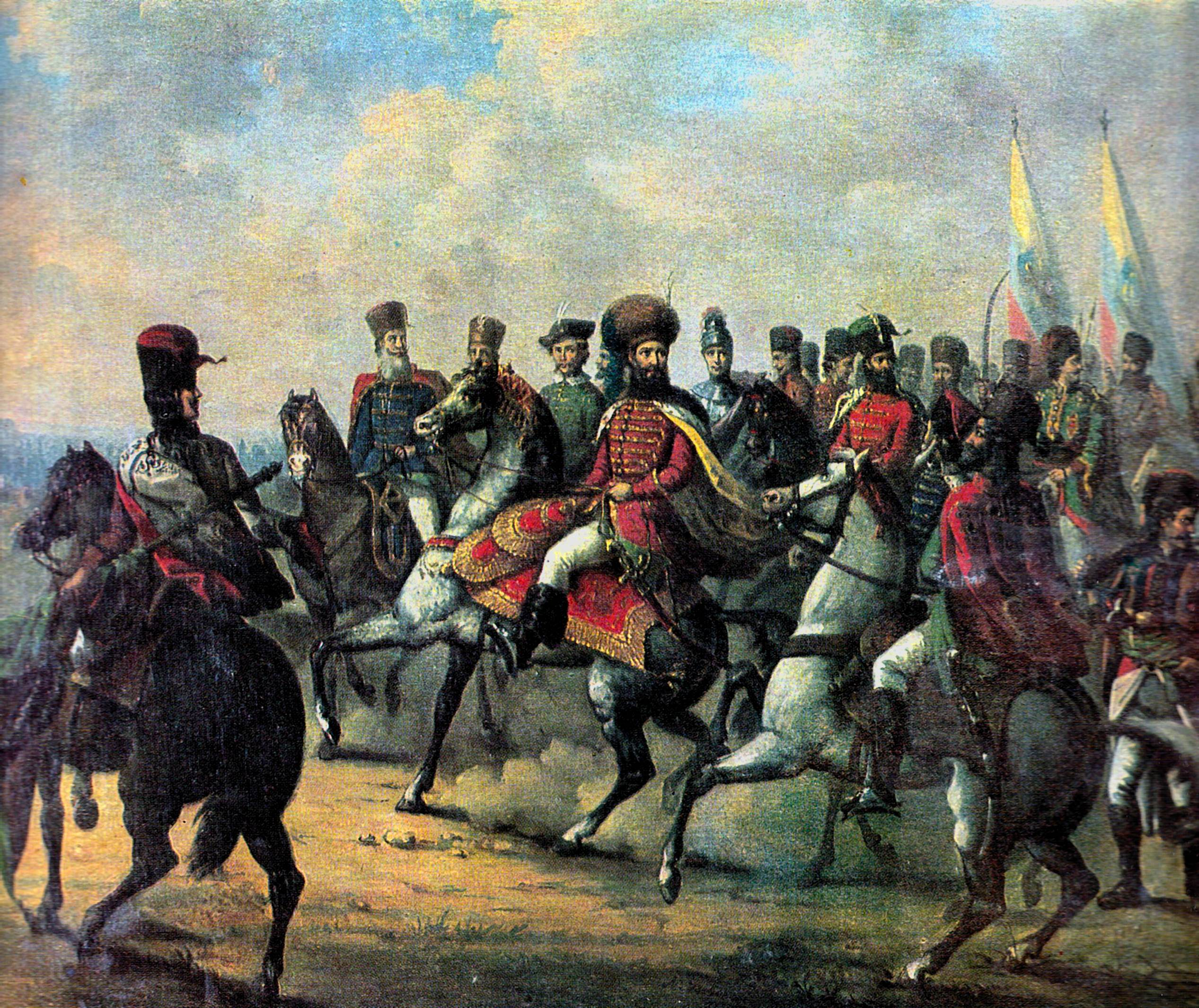
Oastea lui Mihai Viteazul – pictură de Nicolae Grigorescu

Contextul internațional a fost nefavorabil lui Mihai. Puterile vecine vedeau în ambițiile sale politice o contradicție cu interesele proprii de dominanță. Habsburgii își vedeau amenințate planurile de menținere a Transilvaniei în sfera lor de influență, Polonia nu dorea pierderea controlului asupra Moldovei, iar Imperiul Otoman nu accepta ideea renunțării la Țara Românească. Mai mult chiar, uniunea personală a lui Mihai reprezenta o formulă puternică, capabilă să schimbe raportul de forțe din regiune.
Existau însă și conflicte interne, cauzate de insubordonarea nobililor maghiari din Transilvania care nu acceptau măsurile impuse de noul domn. De asemenea, sașii au rămas ostili lui Mihai, în urma jafurilor întreprinse de armatele sale în orașele și satele lor (Ghimbav, Codlea, Merghindeal, Cincu, Șura Mică, Cristian, Câlnic etc.).
Mihai nu reușește să înfrângă revolta nobililor maghiari transilvăneni, sprijiniți de generalul Basta care l-a învins în Bătălia de la Mirăslău (18/28 septembrie 1600) și astfel pierde Ardealul. În scurt timp Moldova va reintra în posesia Movileștilor aserviți intereselor polone. Polonii au pătruns în Moldova cu cancelarul și marele hatman Zamoyski, Mihai fiind învins în bătălia de la Bucov (20 octombrie 1600), astfel că Zamoyski îl reinstalează pe tronul Moldovei pe Ieremia Movilă.
Mihai încearcă să reziste atacului polon asupra Țării Românești, însă și pe acest tron se va urca un membru al familiei Movileștilor, Simion Movilă.
Așadar, înfăptuirea unirii manu militari nu a durat, creația politică a lui Mihai s-a prăbușit ca efect al intereselor proprii ale Habsburgilor, Poloniei și Imperiului Otoman.

### Moartea lui Mihai Viteazul

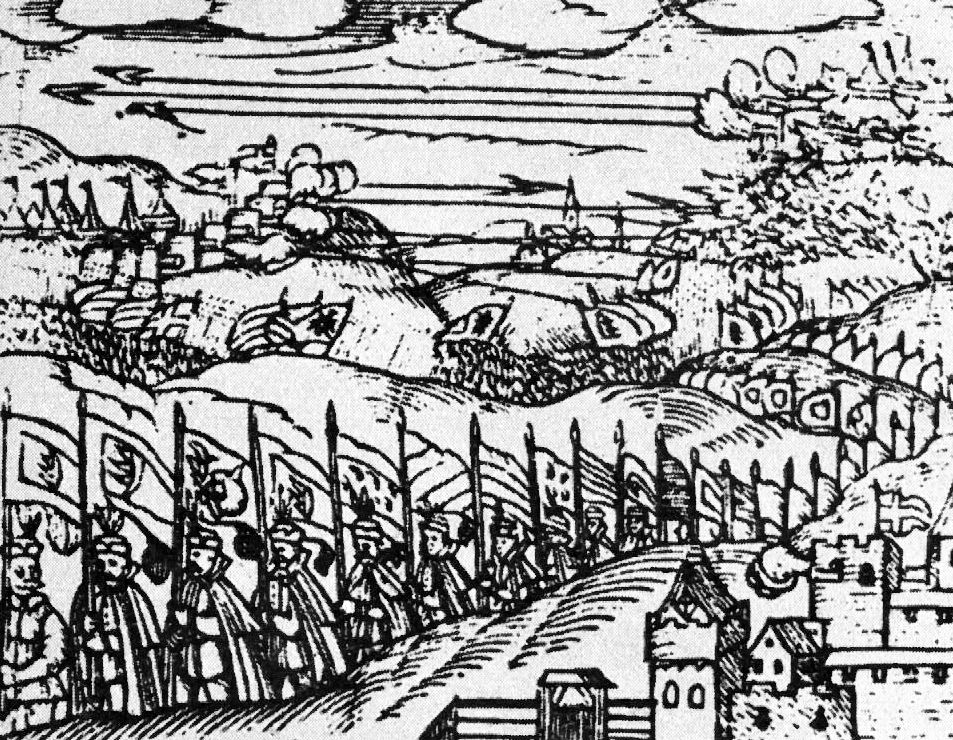
Gurăslău (1601)

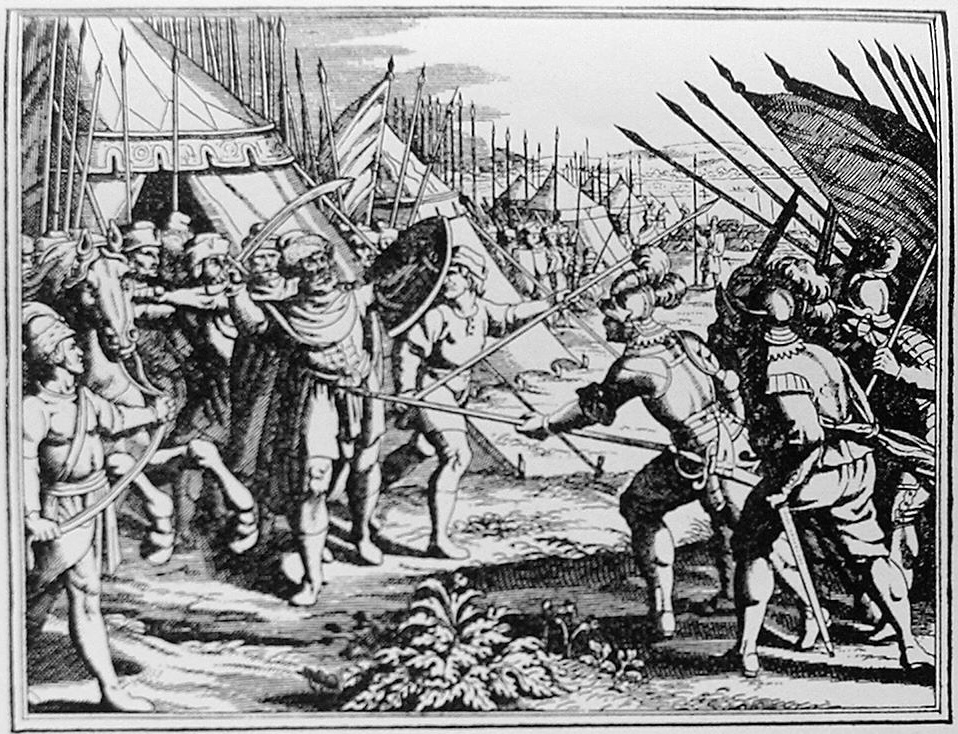
Uciderea lui Mihai Viteazul pe Câmpia Turzii din Turda (gravură editată la Leiden - Olanda în anul 1703)

Forțat să ia calea pribegiei, Mihai se îndreaptă spre Praga pentru a solicita ajutor de la împăratul Rudolf al II-lea. Călătoria a fost lungă și anevoioasă (voievodul și însoțitorii săi fiind atacați de mai multe ori, mai ales în Transilvania), trecând prin Deva, Lipova, Oradea, Debrețin, Tokaj, Pojon și Viena. A ajuns la Viena, împreună cu cei 40 de însoțitori care îi mai rămăseseră, la 2 ianuarie 1601, unde a fost primit de arhiducele Matthias (viitorul împărat Matia I), care i-a înlesnit primirea la Curtea Imperială de la Praga. Mihai Viteazul a ajuns la Praga pe 23 februarie 1601, fiind primit în audiență la împărat pe 14 martie.
Mihai cere sprijinul împăratului Rudolf al II-lea, care, în contextul reînscăunării lui Sigismund Bathory pe tronul Transilvaniei, acceptă să-l susțină pe voievodul român.
Împreună cu generalul Basta, Mihai pornește campania de recucerire a teritoriilor românești. Prin victoria de la Guruslău (3 august 1601), voievodul român îl îndepărtează pe Sigismund Báthory din Transilvania. Continuă prin a recupera Țara Românească gonindu-l pe Simion Movilă de pe tron. În aceste condiții, se întrezăreau perspectivele unei noi uniri românești, perspectivă ce nu convenea împăratului habsburgic, Rudolf al II-lea. Se pune la cale înlăturarea fizică a domnitorului român, și la 9/19 august 1601, la 3 km sud de Turda, Mihai Viteazul este ucis de un detașament de mercenari în frunte cu ofițerul valon Iacob (Jacques) de Beauri, trimis de generalul Giorgio Basta. Uciderea lui Mihai este astfel relatată de Dionisie Fotino: „Între Basta și Mihai s-a rădicat o gelozie care a ajuns la dușmănie. Basta, după ce a pârât pe Mihai că avea înțelegeri secrete cu turcii, a hotărât ca să-l și aresteze; deci trimițând să-l poftească la consiliu și Mihai nevoind a veni, a poruncit la câțiva nemți ca să înconjoare cortul său, și să-l prinză viu sau să-l omoare. Mihai Vodă văzându-se astfel surprins a scos sabia și a rănit pe unul din sbirii lui Basta, dar un altul străpungându-l cu sulița în pântece, l-a trântit la pământ și i-a tăiat capul. Această ucidere infamă a lui Mihai Vodă nu fu aprobată de nimene la curtea împăratului Rodolf”. Trupul lui Mihai a fost aruncat apoi în câmpia Cristișului, pentru ca ostașii săi să vadă că a pierit căpitanul lor. Pe mormântul lui Mihai Viteazul din Turda s-a construit un obelisc, închinat lui Mihai.
Capul său este luat de Turturea paharnicul, unul dintre căpitanii voievodului, adus în Țara Românească și înmormântat de Radu Buzescu la Mănăstirea Dealu, lângă osemintele  părintelui său, Pătrașcu-Vodă.
Pe lespedea sa de piatră de la Mănăstirea Dealu este scris: „Aici zace cinstitul și răposatul capu al creștinului Mihail, Marele Voievod, ce a fost domn al Țării Românești și Ardealului și Moldovei”.
Miron Costin a scris în cronica sa următorul comentariu, după ce a relatat uciderea lui Mihai: „Și așea s-au plătitu lui Mihai Vodă slujbele ce-au făcutu nemților”. Abia generația pașoptistă, angajată în lupta pentru crearea statului național român, îl va recunoaște pe Mihai Viteazul ca pe un ilustru predecesor.

## Portrete

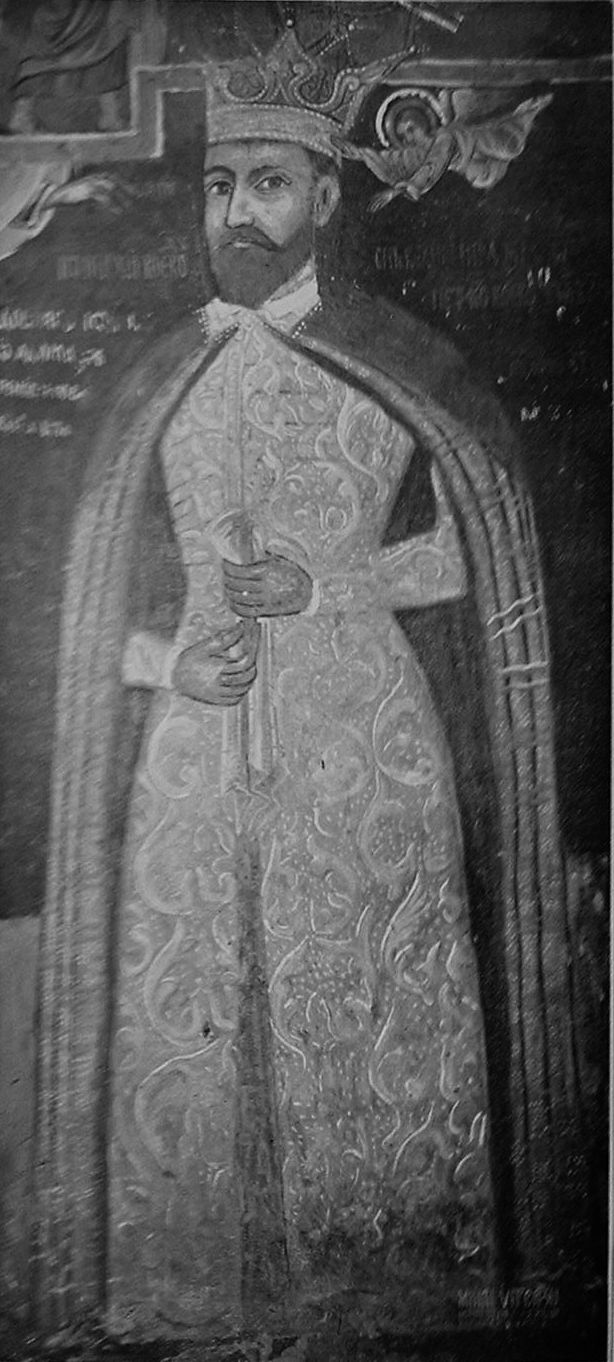
Mihai Viteazul - frescă de la Mănăstirea Căluiu

Au rămas mai multe portrete înfățișându-l pe Mihai Viteazul, unele contemporane, altele postume. Într-o ipostază mai tânără este prezentat la mănăstirea Căluiul, apoi și la Biserica Domnească din Târgoviște. Ambele prezintă costumul domnesc în întregime. În 1598 Ioan Orlandi a executat o gravură a lui Mihai Viteazul aflat la Nicopole. El este pleșuv, slab și ferm, îmbrăcat într-o platoșă și acoperit de o blană mițoasă. În mâna dreapță ține un baston de comandant, iar mâna stângă și-o ține sprijinită pe sabia terminată cu un cap de lup. În fundalul gravurii se vede bătălia și stema cetății Nicopole, iar dedesubt apare inscripția „Michel Vaivoda della Vallachia, il qvale prese la cità di Nicopoli nella Bvlgaria l'anno 1598”.

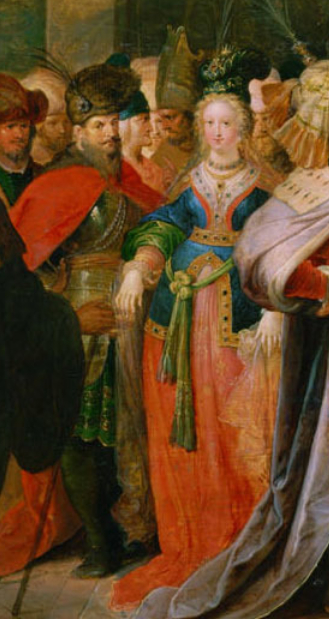
Franz Franken: Mihai Viteazul și Maria Christierna, detaliu din tabloul Croesus arătându-și comorile lui Solon

În ziua de 23 februarie 1601 Mihai Viteazul ajunge în Praga, la curtea împăratului Rudolf al II-lea. Primit cu entuziasm - după cum relatează H. Ortelius - i se realizează un portret în aramă de către gravorul curții, Egidius Sadeler. Acesta este cel mai cunoscut portret al domnitorului român, fiind răspândit în numeroase copii. Inscripția circulară spune „Michael Waivoda Walachiae Transalpinae, utraque fortuna insignis et in utraque eadem virtute, aet. XLIII”, iar versurile-dedicație: „Tanti facit nomen Christi, Maiestatem Caesaris, / Rempublicam christianam et Ecclesiae sub Pontifice Maximo concordiam sue”, adică „Atât de mult iubește pe Cristos și Împărăția creștină și unirea Bisericii sub Papă” . Aproape două secole și jumătate mai târziu, în 1847, Nicolae Bălcescu și Alexandru G. Golescu redescoperă acest portret, împreună cu alte cinci ale aceluiași, la cabinetul de stampe al bibliotecii regale din Paris. „Cându vezurămu pe cellu de allu siésselé strigarămu de o dată: Acesta este [...] Fizionomia principelui respunde întocmai închipuirii celloru ce au studiatu caracterulu acestui bărbatu extraordinariu. [...] Otărârămu în dată a ne desierta ușiórele nóstre pungi...” pentru a comanda o copie după acest portret, spre a da „în admirare românilor” adevărata înfățișare a voievodului.
După moartea lui Mihai Viteazul au fost executate mai multe portrete ale acestuia, printre care unul în 1601 ce îl prezintă cu o căciulă și o mantie de blană, sub care scrie „Michael Weyvodt aus der Walachey, occubuit XVIII Aug. a. MDCI”, precum și altele inspirate după cel al lui Sadeler. Odată, Mihai Viteazul este prezentat ca fiind Gheorghe Ștefan, domnul Moldovei.

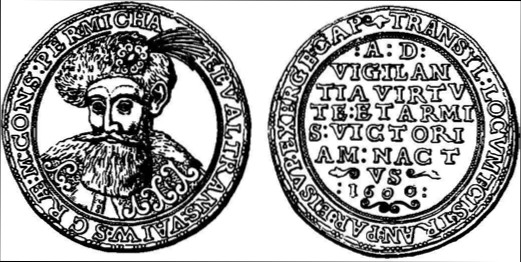
Medalie cu efigia lui Mihai Viteazul

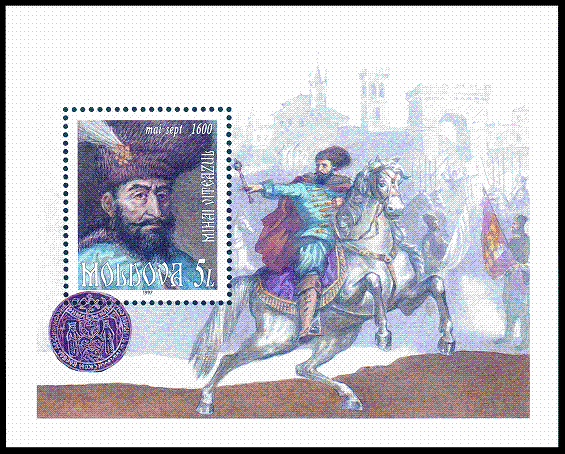
Marcă poștală cu Mihai Viteazul

De la Mihai Viteazul au rămas și două criptoportrete, ambele realizate de către Franz Francken II. Într-unul dintre ele, aflat la muzeul Prado din Madrid, apare ca Irod, având căciula transformată în turban și lanțul și medalia dăruite de împăratul german. În celălalt, mai cunoscut, aflat la Kunsthistorisches Museum Vienna (Muzeul de Istorie a Artei din Viena), apare alături de Maria Christierna, într-o reprezentare a alaiului lui Cresus (împăratul Rudolf al II-lea).
Mihai Viteazul mai apare și în gravuri din secolele XVI-XVII ce prezintă momentul uciderii sale, însă de cele mai multe ori are o înfățișare imaginată.
Mihai Viteazul a fost reprezentat în tablouri pictate în secolele XIX și XX de artiști precum Gheorghe Tattarescu, Theodor Aman, Mișu Popp sau Constantin Lecca.

## In memoriam
Deși efemeră, această primă unire de facto a celor trei țări medievale românești, realizată de Mihai Viteazul în 1599–1600, a fost popularizată în secolul al XIX-lea, mai ales de scrierile lui Nicolae Bălcescu, în contextul perioadei de renaștere națională a românilor. După unificarea statului român, imaginea a fost promovată mai departe de autorități, și a rămas în conștiința românilor ca un simbol al unității naționale.
În România există 9 localități din diferite județe care îi poartă numele (5 dintre ele numite „Mihai Viteazu” și 4 numite „Mihai Bravu”).
În aproape toate orașele din țară sunt străzi numite „Mihai Viteazul” sau „Mihai Bravul”. O arteră principală a Bucureștiului, aflată pe inelul principal al orașului, poartă acest din urmă nume, alături de o stație de metrou aflată pe această stradă.
Numeroase licee și colegii naționale au numele „Mihai Viteazul”. De asemenea, o serie de instituții militare de învățământ superior, printre care Academia Națională de Informații „Mihai Viteazul” (unitatea de învățământ superior militar a Serviciului Român de Informații), Școala de Aplicație pentru Unități de Luptă „Mihai Viteazul” și Școala de Aplicație pentru Ofițeri a Jandarmeriei Române „Mihai Viteazul”, poartă numele voievodului.
Regimentul 30 Gardă „Mihai Viteazul” (în prezent Brigada 30 Gardă „Mihai Viteazul”) este o unitate militară de elită a Armatei Române, care îndeplinește și misiuni de protocol, ceremonii și onoruri militare la cel mai înalt nivel.
În amintirea acestui erou național au fost ridicate numeroase monumente. Cel mai vechi, dar poate și cel mai celebru monument de acest fel este statuia ecvestră din Piața Universității din București, operă a sculptorului francez Albert-Ernest Carrier-Belleuse, realizată în 1874. Printre cele mai impozante statui ale voievodului sunt cele din Cluj, Craiova, Ploiești, Alba Iulia, Giurgiu, Iași, Oradea, precum și cea din incinta Brigăzii 30 Gardă „Mihai Viteazul” din București. Pe locul unde a fost ucis, la Turda, a fost înălțat un obelisc, iar racla cu capul său, păstrată la Mănăstirea Dealu, este adăpostită într-un sarcofag din marmură realizat în  1913 de sculptorul Frederic Storck.
Ordinul Militar de Război „Mihai Viteazul” este cea mai înaltă distincție română pentru faptele de arme în timp de război.